# Paratrypeta flavoscutata
Paratrypeta flavoscutata är en tvåvingeart som beskrevs av Han och Wang 1994. Paratrypeta flavoscutata ingår i släktet Paratrypeta och familjen borrflugor. Inga underarter finns listade i Catalogue of Life.